# San Juan de Gredos
San Juan de Gredos é um município da Espanha na província de Ávila, comunidade autónoma de Castela e Leão, de área de 95,41 km², com população de 248 habitantes (2023) e densidade populacional de 2,6 hab/km².

## Demografia
| Variação demográfica do município entre 1991 e 2023 | Variação demográfica do município entre 1991 e 2023 | Variação demográfica do município entre 1991 e 2023 | Variação demográfica do município entre 1991 e 2023 | Variação demográfica do município entre 1991 e 2023 |
| --------------------------------------------------- | --------------------------------------------------- | --------------------------------------------------- | --------------------------------------------------- | --------------------------------------------------- |
| 1991                                                | 1996                                                | 2001                                                | 2004                                                | 2023                                                |
| 495                                                 | 426                                                 | 377                                                 | 401                                                 | 248                                                 |